# Un nid de serpents
Pour les articles homonymes, voir Treat 'Em Rough.
Pour plus de détails, voir Fiche technique et Distribution.
Un nid de serpents (titre original : Treat 'Em Rough) est un film muet américain réalisé par Lynn Reynolds, sorti en 1919.

## Fiche technique
- Titre : Un nid de serpents
- Titre original : Treat 'Em Rough
- Réalisation : Lynn Reynolds
- Scénario : Lynn Reynolds, d'après le roman de Charles Alden Seltzer (en)
- Photographie : Devereaux Jennings
- Producteur : William Fox
- Société de production :  Fox Film Corporation
- Société de distribution :  Fox Film Corporation
- Pays de production :  États-Unis
- Langue : film muet avec les intertitres en anglais
- Métrage : 1 500 m (5 bobines)
- Format : Noir et blanc — 35 mm — 1,33:1 — Muet
- Genre : Western
- Durée : 50 minutes
- Dates de sortie : 
  - États-Unis : 5 janvier 1919
  - Danemark : 18 février 1924

## Distribution
- Tom Mix : Ned Ferguson
- Jane Novak : Mary Radford
- Val Paul (en) : Ben Radford
- Charles Le Moyne (en) : Dave Leviatt
- Jack Curtis : John Stafford